# Parlamentswahl in Bulgarien 2023
- BSP: 23
- DPS: 36
- PP–DB: 64
- GERB-SDS: 69
- ITN: 11
- W: 37

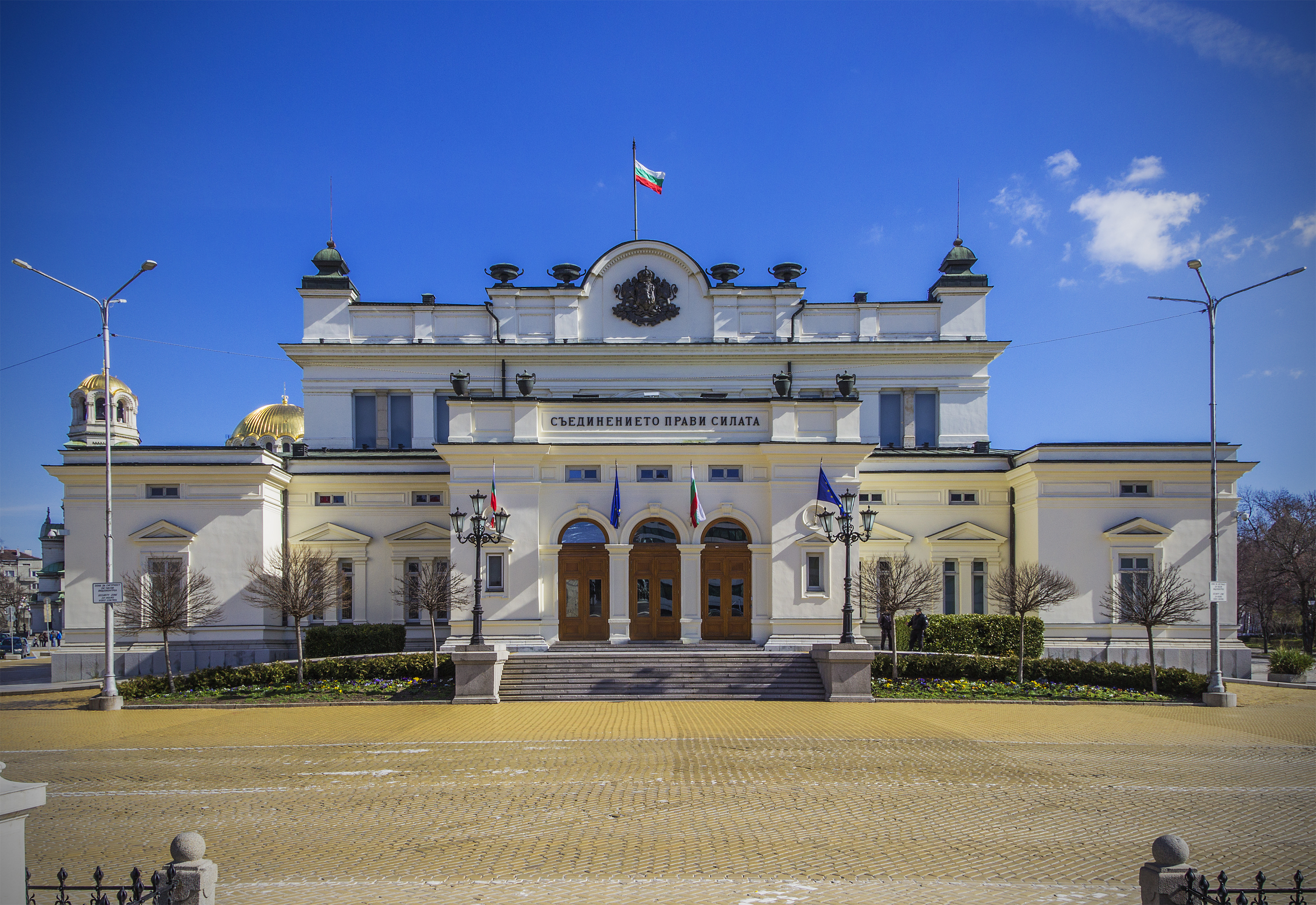
Parlamentsgebäude des Narodno Sabranie in Sofia

Die Parlamentswahl in Bulgarien 2023 fand am 2. April 2023 statt. Gewählt wurden die 240 Abgeordneten der Nationalversammlung (Narodno Sabranie). Die Neuwahl war notwendig geworden, da die Regierungsbildung in der 48. Legislative scheiterte.
Die Koalition GERB-SDS gewann die Parlamentswahl mit einem Vorsprung von fast 2 % vor der Koalition von Wir setzen den Wandel fort-Demokratisches Bulgarien (PP-DB). Die prorussische und nationalistische Antisystempartei Wiedergeburt wurde bei den Wahlen drittstärkste politische Kraft mit 14,19 %, gefolgt von der DPS mit 13,55 %. Die BSP setzt mit ihrer Koalition BSP für Bulgarien den freien Fall der letzten fünf Wahlen fort und erreicht nur 8,96 %. Außerhalb der Nationalversammlung bleiben der Bulgarische Aufstieg (BW) mit 3,1 % wie auch die Lewizata! mit 2,25 %. Zurück im Parlament ist die Partei Es gibt ein solches Volk (ITN), die es mit 4,1 Prozent knapp über die Vier-Prozent-Hürde schaffte.
Die Wahlbeteiligung lag bei 40,6 Prozent, leicht über der bei der Wahl im Oktober 2022.
Am 22. Mai 2023 konnten sich die ersten beiden Parteibündnisse auf eine Koalition einigen. Das Amt des Ministerpräsidenten sollte dabei wechseln und die ersten neun Monate von Nikolaj Denkow (PP-DB), die folgenden neun Monate von Marija Gabriel (GERB) übernommen werden. Am 27. Mai wurden die Gespräche darüber aber eingefroren, nachdem im Rahmen des Austrittes von Radostin Wassilew aus der PP Aufzeichnungen von Kiril Petkow über die politische Lage Bulgariens (darunter auch eine abgesprochene Neubesetzung staatlicher Stellen und Ämter im Falle einer Regierungsübernahme) veröffentlicht wurden. Am 31. Mai wurden die Gespräche zur Bildung einer Regierung mit dem zweiten Mandat wieder aufgenommen. Ein Kabinett mit Ministerpräsident Denkow wurde daraufhin am 7. Juni vom Parlament mit den Stimmen der zwei größten parlamentarische Gruppen bestätigt.

## Hintergrund
Bei der Parlamentswahl 2022 gewann die konservative Partei GERB des ehemaligen Ministerpräsidenten Bojko Borissow die Wahl mit 25,2 % der abgegebenen Stimmen. Die vormals stärkste Partei Wir setzen den Wandel fort (PP) erhielt 20,2 % der Stimmen (minus 5,5 Prozentpunkte).
Obwohl GERB die Wahl gewann, war sie nicht in der Lage, eine Regierung zu bilden. Nach der Verfassung sind nach einer Parlamentswahl in Bulgarien nur drei Versuche möglich, um eine Regierung zu bilden. Wenn alle drei Versuche der Regierungsbildung misslingen, muss der Präsident per Erlass eine Neuwahl anberaumen, das Parlament auflösen und eine Übergangsregierung einsetzen. Die Nationalversammlung wurde zum fünften Mal innerhalb von zwei Jahren neu gewählt (April 2021, Juli 2021, November 2021, Oktober 2022).
Dennoch konnte GERB gemeinsam mit der DSP, BSP, Wiedergeburt und BW mehrere Abstimmungen im Parlament erfolgreich beeinflussen (darunter die Wahl des Parlamentspräsidenten) und Gesetzesinitiativen (vor allem zur Justizreform; Korruptionsbekämpfung; Vorbereitung zur Einführung und Einführung des Euros) erfolgreich blockieren. Ihre gute Zusammenarbeit wurde zudem Anfang November 2022 bei der Änderung des Wahlgesetzes sichtbar; dieses wurde als erste Gesetzesinitiative im Plenum eingebracht. Damit führten die Parteien den papierhaften Wahlzettel auch für die Wahl mittels Wahlmaschine ein: So sollen nach Abgabe der Stimme im Wahlcomputer nicht die digitalen Ergebnisse, sondern die Kontrollausdrucke gezählt werden. Wegen dieser Änderung wurden die Parteien als Koalition Papierwahlzettel (коалиция хартиена бюлетина koalizija chartiena bjuletina) bezeichnet.
Als Hauptgrund für die Wiedereinführung der papierhaften Wahlzettel gaben die Parteien an, die maschinelle Stimmabgabe erschwere die Stimmabgabe und entmutige Wähler, was zu niedriger Wahlbeteiligung beitrage.
Am 10. Februar 2023 kündigten die Vereinigten Staaten eine neue Gruppe von Sanktionen auf der Grundlage des Magnitsky Act an. Die Sanktionen richteten sich gegen den ehemaligen Finanzminister der Zweiten und Dritten Borissow-Regierung der GERB-Partei, Wladislaw Goranow, den ehemaligen Energieminister der Regierung Stanischew, Rumen Owtscharow, den Führer der Russofili sa Wasraschdane na Otetschestwoto, Nikolaj Malinow, sowie zwei ehemalige CEOs des Kernkraftwerks Kosloduj. Der Gruppe wurden Korruption, finanzielle Misswirtschaft und zunehmender russischer Einfluss vorgeworfen.
Am 26. Februar 2023 gab die nationalistische VMRO – BND bekannt, dass sie an der Parlamentswahl nicht teilnehmen wird und diese boykottieren wird. Kurz zuvor scheiterten Gespräche mit der BW von Stefan Janew für eine gemeinsame Liste.

## Organisation

### Wahlsystem und -recht
Stimmberechtigt waren alle volljährigen bulgarischen Staatsbürger im In- und Ausland, wobei die Volljährigkeit mit der Vollendung des 18. Lebensjahres erreicht wird.
Die 240 Abgeordneten der Nationalversammlung wurden in einer Verhältniswahl gewählt. Dafür wird Bulgarien in 31 Mehrpersonenwahlkreisen mit einer Größe von 4 bis 16 Sitzen gewählt eingeteilt, die großteils den 28 Oblasten des Landes entsprechen. Ausnahmen sind die Hauptstadt Sofia, die in drei Wahlbezirke aufgeteilt ist, und die Stadt Plowdiw, die einen eigenen Wahlkreis bildet.
Für den Einzug in die Nationalversammlung muss eine Partei die Vier-Prozent-Hürde überspringen (Sperrklausel), wobei die Sitze nach dem Hare/Niemeyer-Verfahren vergeben werden.
Das endgültige Wahlergebnis muss 4 Tage nach der Wahl von der Wahlkommission bekanntgegeben werden. Treten Kandidaten in mehr als einem Wahlkreis an und werden dabei auch in mehrere gewählt, haben sie bis 7 Tage nach der Wahl Zeit, sich zu entscheiden, aus welchem sie ins Parlament ziehen. Am 7. Tag nach der Wahl muss die Wahlkommission die endgültige Liste der Mitglieder der Nationalversammlung bekanntgeben.

### Stimmabgabe
Die Wähler waren aufgefordert, ihre Stimme in den 31 Wahlkreisen in Bulgarien und in 755 Auslandswahllokalen in 62 Staaten abzugeben. Die Stimmabgabe war ausschließlich im Wahllokal möglich; eine Briefwahl gab es nicht. Es war die vierte Wahl seit der Einführung der Stimmabgabe mittels Wahlmaschinen. Dabei soll in denjenigen Wahllokalen, wo bei der letzten Wahl mindestens 300 Stimmabgaben erfolgten oder mindestens 300 Stimmberechtigte die Eröffnung eines Wahllokals beantragt haben, die Stimmabgabe elektronisch erfolgen. Die elektronische Stimmabgabe war für alle Wahllokale im In- und Ausland bindend, welche den Anforderungen entsprachen.
In einigen Ländern wie Deutschland, wo maximal 40 Wahllokale außerhalb der diplomatischen Vertretungen eröffnet werden dürfen, existieren weitere lokale rechtliche Einschränkungen. Wegen der Zeitverschiebung endete der Wahltag im Ausland mit Ablauf des Wahltages in den Wahllokalen in Kalifornien, USA, am Montag, dem 3. April um 6 Uhr OEZ. Die meisten Wahllokale gab es in der Türkei (155), gefolgt vom Vereinigten Königreich (117), Deutschland (99), Spanien (57), Vereinigte Staaten (38) und Griechenland (25).

## Parteien
| #  | Liste | Parteien                                                                                               | Wahl 2022   | Wahl 2022 |
| #  | Liste | Parteien                                                                                               | Stimmen     | Mandate   |
| -- | --- | --- | ----------- | --------- |
| 1  | BSP für Bulgarien BSP sa Balgarija                                                                                          | Bulgarische Sozialistische Partei (BSP) Balgarska Sozialistitscheska Partija                           | 9,3 %       | 25        |
| 1  | BSP für Bulgarien BSP sa Balgarija                                                                                          | Polititscheski Klub „Ekoglasnost“                                                                      | 9,3 %       | 25        |
| 1  | BSP für Bulgarien BSP sa Balgarija                                                                                          | Polititscheski Klub „Trakija“                                                                          | 9,3 %       | 25        |
| 2  | GERB-SDS | GERB                                                                                                   | 25,3 %      | 67        |
| 2  | GERB-SDS | Union der Demokratischen Kräfte (SDS) Sajus na Demokratitschnite Sili                                  | 25,3 %      | 67        |
| 3  | Wiedergeburt Wasraschdane                                                                                                   | Wiedergeburt Wasraschdane                                                                              | 10,2 %      | 27        |
| 4  | Es gibt ein solches Volk (ITN) Ima Takaw Narod                                                                              | Es gibt ein solches Volk (ITN) Ima Takaw Narod                                                         | 3,8 %       | –         |
| 5  | Narodna Partija Istinata i Samo Istinata                                                                                    | Narodna Partija Istinata i Samo Istinata                                                               | 0,1 %       | –         |
| 6  | Neutralna Balgarija | Ataka                                                                                                  | 0,3 %       | –         |
| 6  | Neutralna Balgarija | Russofili sa Wasraschdane na Otetschestwoto                                                            | 0,3 %       | –         |
| 6  | Neutralna Balgarija | Balgarska Komunistitscheska Partija                                                                    | –           | –         |
| 6  | Neutralna Balgarija | Partija na Balgarskite Komunisti                                                                       | –           | –         |
| 7  | Balgarsko Nazionalno Obedinenie (BNO)                                                                                       | Balgarsko Nazionalno Obedinenie (BNO)                                                                  | 0,1 %       | –         |
| 8  | Saedno | Partija na selenite                                                                                    | (Waschod)   | –         |
| 8  | Saedno | Sozialdemokratitscheska Partija                                                                        | –           | –         |
| 8  | Saedno | Sprawedliwa Balgarija Obedinenie Rodoljubzi                                                            | –           | –         |
| 8  | Saedno | Dwischenie na Nepartijnite Kandidati                                                                   | 0,4 %       | –         |
| 9  | Balgarski Nazionalen Sajus – Nowa Demokrazija                                                                               | Balgarski Nazionalen Sajus – Nowa Demokrazija                                                          | 0,1 %       | –         |
| 10 | Nationale Bewegung für Stabilität und Fortschritt (NDSW) Nazionalno Dwischenie sa Stabilnost i Waschod                      | Nationale Bewegung für Stabilität und Fortschritt (NDSW) Nazionalno Dwischenie sa Stabilnost i Waschod | –           | –         |
| 11 | Konserwatiwno Obedinenie na Desnizata (KOD)                                                                                 | Konserwatiwno Obedinenie na Desnizata (KOD)                                                            | 0,2 %       | –         |
| 12 | Wir setzen den Wandel fort-Demokratisches Bulgarien (PP-DB) Koalizija Prodalschawame Promjanata – Demokratitschna Balgarija | Wir setzen den Wandel fort (PP) Prodalschawame Promjanata                                              | 20,2 % (PP) | 53        |
| 12 | Wir setzen den Wandel fort-Demokratisches Bulgarien (PP-DB) Koalizija Prodalschawame Promjanata – Demokratitschna Balgarija | Volt Bulgarien Volt                                                                                    | 20,2 % (PP) | 53        |
| 12 | Wir setzen den Wandel fort-Demokratisches Bulgarien (PP-DB) Koalizija Prodalschawame Promjanata – Demokratitschna Balgarija | Sredna Ewropejska Klassa (SEK)                                                                         | 20,2 % (PP) | 53        |
| 12 | Wir setzen den Wandel fort-Demokratisches Bulgarien (PP-DB) Koalizija Prodalschawame Promjanata – Demokratitschna Balgarija | Ja, Bulgarien! (DaB) Dwischenie Da Balgarija                                                           | 7,4 % (DB)  | 20        |
| 12 | Wir setzen den Wandel fort-Demokratisches Bulgarien (PP-DB) Koalizija Prodalschawame Promjanata – Demokratitschna Balgarija | Demokraten für ein starkes Bulgarien (DSB) Demokrati sa Silna Balgarija                                | 7,4 % (DB)  | 20        |
| 12 | Wir setzen den Wandel fort-Demokratisches Bulgarien (PP-DB) Koalizija Prodalschawame Promjanata – Demokratitschna Balgarija | Grüne Bewegung Seleno Dwischenie                                                                       | 7,4 % (DB)  | 20        |
| 13 | Bewegung für Rechte und Freiheiten (DPS) Dwischenie sa Prawa i Swobodi                                                      | Bewegung für Rechte und Freiheiten (DPS) Dwischenie sa Prawa i Swobodi                                 | 13,8 %      | 36        |
| 14 | Lewizata! | Alternative für die Bulgarische Wiedergeburt (ABW) Alternatiwa sa Balgarsko Wasraschdane               | –           | –         |
| 14 | Lewizata! | Bewegung 21 Dwischenie 21                                                                              | –           | –         |
| 14 | Lewizata! | Semedelski Sajus „Aleksandar Stambolijski“                                                             | –           | –         |
| 14 | Lewizata! | Steh auf Bulgarien (IS.BG) Isprawi se Balgarija                                                        | 1,0 %       | –         |
| 15 | Bulgarischer Aufstieg (BW) Balgarski Waschod                                                                                | Bulgarischer Aufstieg (BW) Balgarski Waschod                                                           | 4,6 %       | 12        |
| 16 | Partija MIR | Partija MIR                                                                                            | 0,2 %       | –         |
| 17 | Balgarska Sozialdemokrazija – Ewrolewiza                                                                                    | Balgarska Sozialdemokrazija – Ewrolewiza                                                               | 0,2 %       | –         |
| 18 | Balgarski Sajus sa Direktna Demokrazija (BSDD)                                                                              | Balgarski Sajus sa Direktna Demokrazija (BSDD)                                                         | 0,2 %       | –         |
| 19 | Glas naroden | Glas naroden                                                                                           | 0,2 %       | –         |
| 20 | Sozialistitscheska Partija Balgarski Pat                                                                                    | Sozialistitscheska Partija Balgarski Pat                                                               | –           | –         |
| 21 | Wan ot ES i NATO | Balgarija na Truda i Rasuma (BTR)                                                                      | 0,1 %       | –         |
| 21 | Wan ot ES i NATO | Kompetentnost, Otgowornost i Istina (KOJ)                                                              | (KSP)       | –         |
| 21 | Wan ot ES i NATO | Nazija                                                                                                 | –           | –         |
| 21 | Wan ot ES i NATO | Podem                                                                                                  | –           | –         |
| 21 | Wan ot ES i NATO | Balgarska Rabotnitschesko – Selska Partija                                                             | –           | –         |

## Umfragen
| Institut            | Datum           | GERB-SDS | PP   | DB   | DPS  | V    | BSP  | BW  | ITN | L!  | NDSW | Sonstige |
| ------------------- | --------------- | -------- | ---- | ---- | ---- | ---- | ---- | --- | --- | --- | ---- | -------- |
| Trend               | 31.03.2023      | 26,4     | 26,1 | 26,1 | 13,7 | 13,3 | 7,3  | 3,5 | 3,0 | 3,6 | –    | 3,1      |
| Exakta              | 30.03.2023      | 26,2     | 25,6 | 25,6 | 13,7 | 12,8 | 7,4  | 3,3 | 2,9 | 3,7 | –    | 4,4      |
| Alpha Research      | 30.03.2023      | 25,9     | 25,4 | 25,4 | 13,8 | 13,6 | 8,2  | 3,9 | 2,3 | 3,1 | –    | 3,8      |
| Gallup              | 30.03.2023      | 26,5     | 26,9 | 26,9 | 13,3 | 13,0 | 7,2  | 3,5 | 3,0 | 3,3 | –    | 3,3      |
| Market Links        | 28.03.2023      | 25,8     | 27,5 | 27,5 | 15,8 | 13,2 | 8,5  | 2,4 | 2,7 | 3,7 | –    | 0,5      |
| Sova Harris         | 27.03.2023      | 25,9     | 24,7 | 24,7 | 12,8 | 12,6 | 7,8  | 3,9 | 2,9 | 4,1 | –    | 5,4      |
| Mediana             | 24.03.2023      | 24,7     | 23,1 | 23,1 | 13,2 | 14,5 | 8,6  | 4,5 | 3,4 | 4,3 | –    | 3,8      |
| ZEM                 | 23.03.2023      | 24,7     | 25,7 | 25,7 | 13,8 | 12,5 | 8,1  | 2,8 | 2,9 | 4,0 | 1,2  | 4,3      |
| Nasoca              | 22.03.2023      | 26,0     | 25,3 | 25,3 | 13,9 | 12,8 | 6,5  | 4,5 | 3,1 | 3,3 | –    | 4;6      |
| Trend               | 16.03.2023      | 25,6     | 26,5 | 26,5 | 13,6 | 12,9 | 7,6  | 3,6 | 3,1 | 3,5 | –    | 3,6      |
| Gallup              | 10.03.2023      | 26,6     | 27,2 | 27,2 | 13,4 | 12,3 | 7,3  | 3,7 | 3,4 | 3,2 | –    | 2,9      |
| Alpha Research      | 27.02.2023      | 25,2     | 26,4 | 26,4 | 13,2 | 11,3 | 7,4  | 3,8 | 3,2 | 3,6 | 1,4  | 4,5      |
| Sova Harris         | 27.02.2023      | 27,4     | 25,7 | 25,7 | 11,7 | 10,6 | 9,7  | 3,7 | 3,1 | 3,9 | 0,9  | 2,0      |
| Market Links        | 27.02.2023      | 25,7     | 26,3 | 26,3 | 16,8 | 14,9 | 8,3  | 3,0 | 2,1 | 2,9 | –    | —        |
| Mediana             | 24.02.2023      | 26,2     | 24,2 | 24,2 | 12,0 | 13,3 | 9,5  | 4,8 | 3,3 | 3,7 | –    | 3,0      |
| Gallup              | 12.02.2023      | 26,1     | 27,1 | 27,1 | 13,4 | 12,3 | 8,6  | 4,0 | 3,9 | –   | –    | 4,6      |
| Trend               | 11.02.2023      | 26,9     | 26,1 | 26,1 | 13,4 | 12,5 | 10,4 | 4,2 | 3,5 | –   | –    | 4,1      |
| Parlamentswahl 2022 | 2. Oktober 2022 | 25,3     | 20,2 | 7,4  | 13,8 | 10,2 | 9,3  | 4,6 | 3,8 | 1,0 | –    | 4,3      |

## Ergebnis

Verteilung der Wahlstimmen und gewählten Abgeordnete nach Wahlbezirk

Die von der GERB angeführte Koalition mit der Union der Demokratischen Kräfte (SDS) und Bewegung Gergjowden (DG) hat die Wahlen in fast allen Wahlbezirken gewonnen. Die Koalition ist nicht die stärkste politische Kraft in den drei Wahlbezirken der bulgarischen Hauptstadt Sofia, in Plowdiw und in Ruse, wo sie die Wahlen hinter der Wahlallianz Wir setzen den Wandel fort-Demokratisches Bulgarien (PP-DB) verloren hat.
Die Bewegung für Rechte und Freiheiten (DPS) ist die andere Partei, die mehrere Bezirke gewinnen konnte. Die Bewegung ist die erste Kraft in den Wahlbezirken von Kardschali, Rasgrad, Silistra, Targowischte und Schumen.
Mehr als die Hälfte der Wähler – 59,12 % bzw. 1 476 809 Personen – haben bei der Parlamentswahl maschinell gewählt. Die drei Wahlbezirke in Sofia-Stadt haben den höchsten Anteil an Personen, die es vorzogen, ihr Wahlrecht mit einem Wahlgerät auszuüben – über 72 %. Der 23. Wahlbezirk lag mit 78,12 % an der Spitze, gefolgt vom 24. Wahlbezirk mit 74,85 % und dem 25. Wahlbezirk mit 72,28 %. In der Stadt Plowdiw haben ebenfalls 70,23 % der Wählerinnen und Wähler die Stimmabgabe mit einem Wahlgerät bevorzugt. Am wenigsten bevorzugten Wähler Geräte in drei Wahlregionen – Widin – 40,2 %, Rasgrad – 42,14 % und Targowischte – 43,72 %. Die Wähler der DPS mit 40,19 %, gefolgt von denen der GERB, 43,58 %, und „BSP für Bulgarien“ mit 49,48 % haben am wenigsten auf diese Weise gewählt. Der größte Anteil derjenigen, die maschinell gewählt haben, war unter den Anhängern von „Es gibt ein solches Volk“ – 80,21 %, gefolgt von der Koalition „Wir setzen den Wandel fort“ – „Demokratisches Bulgarien“ – 79,13 %, und „Wiederbelebung“ – 69,51 %.
Die Wahlbeteiligung lag mit ca. 178.000 Stimmen bei den Auslandsbulgaren leicht über der vorherigen Wahl. Die meisten Stimmen (ca. 36 Prozent, 62.950 Stimmen) erhielt erneut die türkische Minderheitenpartei DPS, was an der konsolidierten Exilgemeinschaft der in der Türkei lebenden bulgarischen Türken lag. Neben der Türkei wurde die DPS in der Republik Moldau die stärkste Kraft. Auch wenn sie gegenüber der letzten Wahl ihr Ergebnis verbesserte, erreichte sie dennoch ihr absolutes Ergebnis von 82.804 Stimmen allein aus der Türkei nicht.
An zweiter Stelle mit ca. 27 Prozent (um die 47.500 Stimmen) folgte die Koalition PP-DB, welche weiterhin die meisten Stimmen der in Westeuropa (darunter Deutschland, Frankreich, Österreich und der Schweiz) wie auch in den Vereinigten Staaten lebenden Bulgaren für sich gewinnen konnte.
An dritter Stelle folgte Wiedergeburt, welche ihr Ergebnis verbessern konnte. Sie gewann die meisten Stimmen in Italien und knapp in Spanien vor der PP-DB. Die Koalition der GERB-Partei verzeichnete leichte Verluste und mit 8,4 Prozent und vor der Es gibt ein solches Volk an vierter Stelle. Letztere konnte ihr Ergebnis zu 2021 bei den im Ausland lebenden Bulgaren leicht verbessern.
| Listen            | Listen | Stimmen   | %    | Mandate | +/- |
| ----------------- | --- | --------- | ---- | ------- | --- |
|                   | GERB – Union der Demokratischen Kräfte (GERB-SDS) GERB – Sajus na Demokratitschnite Sili                                    | 669.924   | 26,5 | 69      | +2  |
|                   | Wir setzen den Wandel fort-Demokratisches Bulgarien (PP-DB) Koalizija Prodalschawame Promjanata – Demokratitschna Balgarija | 621.069   | 24,6 | 64      | −9  |
|                   | Wiedergeburt Wasraschdane                                                                                                   | 358.174   | 14,2 | 37      | +10 |
|                   | Bewegung für Rechte und Freiheiten (DPS) Dwischenie sa Prawa i Swobodi                                                      | 347.700   | 13,7 | 36      | ±0  |
|                   | BSP für Bulgarien BSP sa Balgarija                                                                                          | 225.914   | 8,9  | 23      | −2  |
|                   | Es gibt ein solches Volk (ITN) Ima Takaw Narod                                                                              | 103.971   | 4,1  | 11      | +11 |
|                   | Bulgarischer Aufstieg (BW) Balgarski Waschod                                                                                | 77.420    | 3,1  | –       | −12 |
|                   | Lewizata! | 56.481    | 2,2  | –       | –   |
|                   | Neutralna Balgarija | 10.505    | 0,4  | –       | –   |
|                   | Saedno | 8.755     | 0,3  | –       | –   |
|                   | Istinata i Samo Istinata | 7.776     | 0,3  | –       | –   |
|                   | Konserwatiwno Obedinenie na Desnizata (KOD)                                                                                 | 7.739     | 0,3  | –       | –   |
|                   | Nationale Bewegung für Stabilität und Fortschritt (NDSW)                                                                    | 6.764     | 0,3  | –       | –   |
|                   | Wan ot ES i NATO | 6.598     | 0,3  | –       | –   |
|                   | Glas naroden | 5.560     | 0,2  | –       | –   |
|                   | Partija MIR | 3.894     | 0,2  | –       | –   |
|                   | Balgarska Sozialdemokrazija – Ewrolewiza                                                                                    | 2.633     | 0,1  | –       | –   |
|                   | Balgarski Sajus sa Direktna Demokrazija (BSDD)                                                                              | 2.517     | 0,1  | –       | –   |
|                   | Balgarsko Nazionalno Obedinenie (BNO)                                                                                       | 2.328     | 0,1  | –       | –   |
|                   | Balgarski Nazionalen Sajus – Nowa Demokrazija                                                                               | 1.753     | 0,1  | –       | –   |
|                   | Sozialistitscheska Partija Balgarski Pat                                                                                    | 730       | 0,0  | –       | –   |
| Gesamt            | Gesamt | 2.529.233 | 100  | 240     | –   |
|                   | |           |      |         |     |
| Keine Liste       | Keine Liste | 109.095   | 4,1  |         |     |
| Ungültige Stimmen | Ungültige Stimmen | 45.278    | 1,7  |         |     |
| Wähler            | Wähler | 2.683.606 | 40,5 |         |     |
| Wahlberechtigte   | Wahlberechtigte | 6.622.013 |      |         |     |
|                   | |           |      |         |     |
| Quelle: CIK       | |           |      |         |     |

Mit der Wiedereinführung der Papierwahlzettel stieg auch die Zahl der abgegebenen ungültigen Stimmen von ca. 9.000 bei der Wahl 2022 auf 44.617, was fast der Differenz zwischen den ersten beiden Parteien entspricht.

## Nach der Wahl
| Parteien                          | Sitze |
| --------------------------------- | ----- |
| Absolute Mehrheit (ab 120 Sitzen) |       |
| GERB, DPS, BSP, ITN               | 139   |
| GERB, PP, DB                      | 133   |
| GERB, DPS, BSP                    | 128   |
| Keine Mehrheit (unter 120 Sitzen) |       |
| GERB, DPS, ITN                    | 116   |
| PP, DB, BSP, ITN                  | 98    |
| Sitze gesamt                      | 240   |

### Mehrheitsfindung
Wie bei den meisten vorherigen Wahlen ergab sich keine klare Mehrheit, was eine Regierungsbildung schwierig machte, wobei zwei Möglichkeiten bereits vor der Wahl diskutiert wurden. Die erste Option war die sogenannte „Euro-Atlantische“ aus GERB und PP-DB, diese hatte Bojko Borissow bereits im Juni des vorherigen Jahres gefordert. Aufgrund der Korruptionsvorwürfe gegen GERB galt diese Koalition jedoch als unwahrscheinlich und wurde von der Koalition PP-DB im Vorfeld und zunächst auch nach der Wahl ausgeschlossen. Eine Minderheitsregierung von PP-DB oder eine Regierung mit dem Mandat der PP-DB schlossen Teile der GERB aus. Die andere Möglichkeit war eine sogenannte „Papier-Koalition“ (siehe Hintergrund), eine Anlehnung auf die Wiedereinführung von klassischen Wahlzetteln durch GERB, DPS und BSP. Diese Option galt jedoch als unbeliebt.
Auch diverse Optionen einer Minderheitsregierung wären möglich gewesen und wären für GERB, die bereits in der Vergangenheit mit nationalistischer Unterstützung (siehe Ataka oder Vereinigte Patrioten) regiert hat, nichts Neues gewesen. Auch eine Koalition zwischen der DPS und BSP gab es bereits unter Ministerpräsident Sergei Stanischew und Plamen Orescharski.
Nachdem das Parlament am ersten Sitzungstag keinen Vorsitzenden bestimmen konnte, einigten sich am 18. April die ersten beiden Wahlallianzen GERB-SDS und PP-DB auf ein gemeinsames Gesetzgebungsprogramm für die 49. Legislaturperiode. Darüber hinaus einigten sie sich, dass Rossen Scheljaskow von der GERB den Vorsitz im Parlament übernimmt und der Vorsitzende des parlamentarischen Rechtsausschusses von der PP-DB ernannt wird und die PP-DB den Vorsitz im Rechtsausschuss bekommt.
Am 5. Mai stimmten GERB, DPS, BSP, Wiedergeburt und ITB gemeinsam für die Ernennung der Vorsitzenden der Parlamentarischen Ausschüsse. Dabei wurden zum ersten Mal in der bulgarischen parlamentarischen Geschichte die gleichen Vorsitzenden der Ausschüsse bestimmt, die sie im letzten Parlament geführt haben. Da die Partei Bulgarischer Aufstieg nicht mehr im Parlament vertreten ist, wurden ihre Positionen der ITN übertragen. Die Vereinbarung zwischen PP-DB und GERB, dass erstere den Vorsitz im Rechtsausschuss bekommen soll, wurde von der neuen parlamentarischen Mehrheit überstimmt.

### Erstes Mandat
Am 10. Mai nominierte der Vorsitzende der GERB-Partei, Bojko Borissow, Marija Gabriel als Ministerpräsidentinnen-Kandidatin und schlug den anderen im Parlament vertretenen Parteien vor, Minister für ein mögliches Kabinett Gabriel vorzuschlagen. Sie konnten jedoch keine parlamentarische Mehrheit sichern und Gabriel gab am 22. Mai das Regierungsmandat zurück. Gleichzeitig gaben die beiden stärksten Parteibündnisse bekannt, sich auf eine Koalition geeinigt zu haben. Das Amt des Ministerpräsidenten soll dabei wechseln und die ersten neun Monate von Nikolaj Denkow (PP-DB), die folgenden neun Monate von Marija Gabriel (GERB) übernommen werden. Diese Gespräche zur Bildung einer Regierung nach Israelischem Modell wurden jedoch am 27. Mai von GERB eingefroren, nachdem Aufzeichnungen von Kiril Petkow über die politische Lage Bulgariens veröffentlicht wurden.
Am 26. Mai 2023 veröffentlichte Radostin Wasiliew, aus den Reihen der PP und ein ehemaliger ITN-Abgeordneter, einen Videoausschnitt, der anscheinend zeigt, wie Kiril Petkov und Asen Wasilew daran arbeiten, Borissow aus einem Gerichtsverfahren herauszuhalten und die Besetzung wichtiger Sicherheitsorgane bereits im Vorfeld mit den NATO- und EU-Partnern abzustimmen. Außerdem kündigte Radostin Wasilew an, dass er die PP-DB-Fraktion verlassen und gegen die Rotationsregierung Denkow-Gabriel stimmen werde, und forderte die anderen Abgeordneten der PP auf, ebenfalls dagegen zu stimmen.
Die Veröffentlichung der Bänder hat wiederum Forderungen von GERB-Abgeordneten ausgelöst, die Verhandlungen mit der PP-DB zu stoppen oder die Zusammensetzung des Kabinetts zu überdenken. Am 27. Mai gab schließlich Marija Gabriel an, dass die Regierungsverhandlungen zwischen GERB und PP-DB aufgrund eines Vertrauensverlusts ausgesetzt wurden. Grund war die Aussage, dass in den Aufzeichnungen die Führer der PP zugaben, dass sie den Einfluss der GERB innerhalb des öffentlichen Dienstes verringern wollten. Sie verkündete, die Regierungsgespräche mit der PP-DB erst wieder aufzunehmen, wenn sie sich verpflichteten, eine Experten-Regierung zu bilden, die sich aus Experten zusammensetzt, „denen beide Parteien vertrauen können“.
Am 27. Mai bestätigte Nikolaj Denkow, der Kandidat für das Amt des Premierministers für die PP-DB, dass er trotz der Aussetzung der Gespräche immer noch in Gesprächen mit Marija Gabriel sei und dass er hoffe, die offiziellen Verhandlungen wieder aufzunehmen, wenn das zweite Mandat offiziell vorgelegt werde. Am Tag darauf verkündeten die Demokraten für ein starkes Bulgarien ihre volle Unterstützung öffentlich.

### Zweites Mandat
Am 29. Mai übergab Präsident Rumen Radew das zweite Mandat an Nikolai Denkow, und forderte Denkow auf, dieses zweite Mandat aufgrund des durch die durchgesickerten Bänder entstandenen Vertrauensverlusts zurückzugeben. Diese Aussage wurde von der PP-DB als verfassungswidrig kritisiert und führte zu Protesten vor dem Präsidentengebäude, bei dem die Amtsenthebung Radews sowie die Beschneidung der Befugnisse des Präsidenten gefordert wurden. Es fanden auch Gegenproteste zur Unterstützung des Präsidenten statt.
Am 31. Mai gaben GERB und PP-DB bekannt, dass sie die Gespräche über die Regierungsbildung wieder aufgenommen haben. Am 2. Juni bestätigte Nikolai Denkow (PP), dass eine Einigung über die Zusammensetzung des Kabinetts erzielt worden sei, wobei einige Änderungen an der Ursprungsbesetzung vorgenommen worden seien, um „aufrührerische politische Persönlichkeiten auszuschalten und der Regierung ein fachkundigeres Aussehen zu verleihen“. Er bestätigte auch, dass die neue Zusammensetzung von allen Mitgliedern der PP-DB gebilligt wurde. An diesem Tag fand auch ein Treffen mit der Bewegung für Rechte und Freiheiten statt, bei dem Verfassungsänderungen im Bezug auf die Justizreform diskutiert wurden. Nach diesem Treffen bestätigte die DPS, dass sie der Bildung der Denkow-Gabriel-Regierung nicht im Wege stehe und dass sie die Fortsetzung der Gespräche über Verfassungsänderungen unterstützen werde.
Am 6. Juni überstand Denkow die Abstimmung im Parlament und die Regierung Denkow wurde im Amt bestätigt. Das Kabinett führt zunächst Denkow, seine Stellvertreterin ist Marija Gabriel (GERB). Nach neun Monaten soll ein Tausch zwischen den beiden stattfinden. Es ist das erste Mal in der Geschichte Bulgariens, dass eine Vereinbarung zur wechselseitigen Ausübung des Postens als Ministerpräsident getroffen wurde. Insgesamt geht die Amtszeit der beiden jeweils neun Monate und zusammen 18 Monate.

### Regierungswechsel
Am 6. März 2024 trat Denkow als Ministerpräsident und somit die ganze Regierung zurück und machte wie vereinbart den Weg für den Wechsel frei. Daraufhin wurde Marija Gabriel (GERB) vom Präsidenten beauftragt eine neue Regierung zu bilden. In den Tagen danach zeichnete sich jedoch keine Übereinkunft zwischen den Regierungskoalitionen. Hauptstreitpunkt war die Forderung der PP-DB nach einem Koalitionsvertrag, in dem die notwendigen Reformen in Justiz, Wirtschaft und Nachrichtendienste festgelegt und für eine Regierungsgrundlage bindend gemacht werden sollten. Die Unterzeichnung des Papiers wurde dabei mehrfacht seitens GERB abgelehnt und torpediert. Dennoch legte Gabriel am 17. März dem Präsidenten eine Kabinettsliste vor in der jedoch sechs der Minister waren neu, vier davon hat sie, ohne Abstimmung, ihrer Partei GERB, zugeschlagen. Dabei hatten die übrigen 11 Minister der PP-DB in Gabriels Kabinettsvorschlag ihr keine Zustimmung erteilt, erklärten ihren Rücktritt und entzogen ihre Unterstützung. Selbst Nikolaj Denkow verkündete „nie zugestimmt [zu haben], in einem Kabinett mit dieser Zusammensetzung mitzuarbeiten“. Schließlich kündigte Marija Gabriel in einer Erklärung gegenüber dem Parlament nicht mehr für das Amt der Ministerpräsidentin bereitzustehen.
Nach drei gescheiterten Versuchen zur Bildung einer Regierung, nach GERB, beauftragte der Präsident Rumen Radew PP-DB und ITN mit der Regierungsbildung, die jedoch ablehnten, setzte er Ende März 2024 Neuwahlen an. Radew beauftragte den bisherigen Präsidenten des Rechnungshofes Dimitar Glawtschew eine Übergangsregierung zu bilden, die die Neuwahl organisieren soll. Wenn dieser bald genug ein Interimskabinett aufstellt, könnte die Neuwahl zeitgleich mit der Europawahl am 9. Juni stattfinden.